# Christiane Denys
Christiane Denys (* 14. April 1958 in Arras, Frankreich) ist eine französische Mammalogin und Paläontologin. Ihr Forschungsschwerpunkt sind die afrikanischen Kleinsäuger.

## Leben
1978 erlangte Denys ihre Licence in Geologie. Anschließend konzentrierte sich ihre Forschungsarbeit auf fossile Nagetiere des Pliozäns und des Pleistozäns, die in Hominidenfundorten in Ost- und Südafrika entdeckt wurden. 1983 wurde sie mit der Dissertation Les rongeurs du Pliocène de Laetoli (Tanzanie) : Evolution, paleoecologie et paleobiogeographie. Approche qualitative et quantitative. zum Ph.D. in Paläontologie promoviert. Von 1989 bis 1996 war sie wissenschaftliche Assistentin am Centre national de la recherche scientifique. 1990 habilitierte sie zum Thema Implications paléoécologiques et paléobiogeographiques de l’étude de rongeurs plio-pléistocènes d’Afrique orientale et australe. Im Dezember 1996 wurde sie Dozentin am Laboratorium für Säugetiere und Vögel des Muséum national d’histoire naturelle. Von September 1998 bis Dezember 2002 war sie Leiterin des Laboratoriums für Säugetiere und Vögel. 1999 wurde sie Chefredakteurin der Säugetierfachzeitschrift Mammalia.  Seit Dezember 2004 ist sie Kuratorin für Nagetiere in der Säugetierabteilung des Muséum national d’histoire naturelle. Seit 2006 ist sie Professorin an der Abteilung für Systematik und Evolution im Muséum national d’histoire naturelle.
Denys’ Forschungsinhalte umfassen die Systematik und die Evolution von afrikanischen tropischen Nagetieren (insbesondere aus dem Maghreb und tropischen Gebieten) mit besonderem Interesse an Arten der Vielzitzenmäuse, Afrikanischen Weichratten und Stachelmäuse, die Kombination von morphometrischen, zytogenetischen und molekularen Methoden (Integrative Taxonomie), die taxonomische Identifizierung von Kleinsäugern, die Evolution der Nagetiere auf den Inseln Äquatorialguineas, phylogenetische Rekonstruktionen der afrikanischen Mäuseverbreitung und Vergleich mit paläontologischen Daten, die Taphonomie und Paläoökologie von Kleinsäugern an der Plio-/Pleistozängrenze sowie die Evolution von afrikanischen Kleinsäugern. Seit 2003 studiert sie die Artenvielfalt von Säugetieren in Westafrika und den Bergen Kameruns.
1992 beschrieb Denys gemeinsam mit Jean-Jacques Jaeger die fossile Nagetierart Paraphiomys shipmani aus dem Miozän. Im Jahr 2002 gehörte sie zu den Erstbeschreibern der fossilen Menschenaffengattung Sahelanthropus aus dem Tschad.  Im Jahr 2003 beschrieb sie gemeinsam mit Erik van der Straeten und Emilie Lecompte die Petter-Weichhaarratte (Praomys petteri). Im Jahr 2015 veröffentlichte sie gemeinsam mit Ara Monadjem, Peter J. Taylor und Fenton P.D. Cotterill das Buch Rodents of Sub-Saharan Africa: A biogeographic and taxonomic synthesis. Im Jahr 2017 war sie neben Peter J. Taylor und Ken Aplin am Kapitel über die Altweltmäuse (Muridae) im siebten Band des Handbook of the Mammals of the World beteiligt.